# Gottfrieding
Gottfrieding – miejscowość i gmina w Niemczech, w kraju związkowym Bawaria, w rejencji Dolna Bawaria, w regionie Landshut, w powiecie Dingolfing-Landau, wchodzi w skład wspólnoty administracyjnej Mamming. Leży około 3 km na wschód od Dingolfing.

## Demografia
Dane o ludności z 31 grudnia 2008:
| Opis                                | Ogółem | Ogółem | Kobiety | Kobiety | Mężczyźni | Mężczyźni |
| ----------------------------------- | ------ | ------ | ------- | ------- | --------- | --------- |
| Jednostka                           | osób   | %      | osób    | %       | osób      | %         |
| Populacja                           | 2086   | 100    | 1015    | 48,66   | 1071      | 51,34     |
| Wiek przedprodukcyjny (0–17 lat)    | 399    | 19,13  | 178     | 8,53    | 221       | 10,59     |
| Wiek produkcyjny (18–65 lat)        | 1347   | 64,57  | 656     | 31,45   | 691       | 33,13     |
| Wiek poprodukcyjny (powyżej 65 lat) | 340    | 16,3   | 181     | 8,68    | 159       | 7,62      |

## Polityka
Wójtem jest Gerald Rost z CSU, wcześniej urząd ten obejmował Emil Gruber. Rada gminy składa się z 24 osób.
|      | CSU | SPD | FWG | UWG | Razem |
| 2008 | 4   | 2   | 4   | 4   | 24    |
| 2002 | 5   | 4   | 5   | -   | 14    |

## Oświata
W gminie znajduje się przedszkole oraz szkoła podstawowa (6 klas).